# Arkadna igra
Arkadna igra (eng. arcade game) je svaka zabavna igra u kojoj se igra može započeti nakon umetanja novca ili žetona u stroj. Arkadne igre obično su smještene u posebnim prostorijama s ostalim arkadnim igrama u tzv. arkadnim igraonicama, ili se pojedinačni strojevi nalaze u zabavnim parkovima, gostionicama, kafićima itd. Postoji više vrsta arkadnih igara:
- arkadne videoigre
- fliperi
- stolni nogomet, zračni hokej, pikado
- nagradni automati